# ФК Слован (Братислава)
ШК „Слован“ (Братислава) (на словашки: Športový klub Slovan Bratislava, Шпортови клуб Слован Братислава) е словашки футболен отбор от град Братислава.

## История
Клубът е третият централно-европейски отбор, който печели голям европейски трофей, спечелвайки КНК през 1969 г., след Ференцварош (Будапеща), който е спечелил Купата на панаирните градове през 1965 г. и Динамо (Загреб), който е спечелил Купата на панаирните градове през 1967 г. Слован и неговите предшественици НВ Братислава и СК Братислава, са печелили Чехословашката и Словашката титла 8 пъти. Клубния стадион се нарича Техелне поле. Най-големия враг на Слован в Братислава е Интер (Братислава). Преди двата отбора са били един отбор, но се разделят веднага след 1965 г. Заедно със Спартак (Търнава), Слован били единствените истински словашки участници в Чехословашкото първенство и двата клуба имали остро съперничество помежду си. Двубоите между тях са смятани за най-престижните в Словашкия футболен календар.
Клубът страда сериозно след като е изхвърлен в Словашката Втора дивизия. Слован има няколко успешни играчи, взети от по-големи европейски клубове в последните години. Някои от тях са: Шилард Немет във ФК Мидълзбро и Петер Дубовски в Реал (Мадрид). Последният продукт на младежката школа на Слован е футболиста от националния отбор Роберт Витек, който отива в немския ФК Нюрнберг след изхвърлянето на Слован. След два сезона във Втора дивизия, СК Слован се завръща в елита.

## Срещи с български отбори
„Слован“ се е срещал с български отбори в официални и приятелски срещи.

### „Лудогорец“
С „Лудогорец“ се е срещал два пъти в официални срещи и един път в контролен мач. Първият мач е от втория предварителен кръг за Шампионската лига и се състои на 17 юли 2013 г. в Братислава като срещата завършва 2 – 1 за „Слован“ . Вторият мач е реванш от втория предварителен кръг за Шампионската лига и се състои на 24 юли 2013 г. в Разград като срещата завършва 3 – 0 за „Лудогорец“ . Контролният мач се играе на 6 февруари 2016 г. в турския курорт Белек като завършва 0 – 0 .

## Известни футболисти
- Вилиам Шройф
- Йозеф Адамец
- Ян Чапкович
- Йозеф Чапкович
- Петер Дубовски
- Коломан Гьог
- Карол Йокъл
- Ласло Кубала
- Мариан Масни
- Ладислав Модер
- Антон Ондруш
- Ян Пиварник
- Ян Поплухар
- Ян Швехлик
- Душан Тител
- Йозеф Венглош

## Успехи

### Домашни
СЛОВАКИЯ
- Словашка Лига (1993 –)
  -  Шампион (15, рекорд): 1993/94, 1994/95, 1995/96, 1998/99, 2008/09, 2010/11, 2012/13, 2013/14, 2018/19, 2019/20, 2020/21, 2021/22, 2022/23, 2023/24, 2024/25
  -  Вицешампион (5): 2000/01, 2009/10, 2015/16, 2016/17, 2017/18
  -  Трето място (4): 1999/2000, 2002/03, 2011/12, 2014/15

- Словашка Лига (1939 – 1944)
  -  Шампион (4): 1940, 1941, 1942, 1944

- Словенски Похар (Словашка Купа)
  -  Носител (17, рекорд): 1969/70, 1971/72, 1973/74, 1975/76, 1981/82, 1982/83, 1988/89, 1993/94, 1996/97, 1998/99, 2009/10, 2010/11, 2012/13, 2016/17, 2017/18, 2019/20, 2020/21
  -  Финалист (7): 1971, 1978, 2003, 2014, 2016, 2022, 2023

- Прибина Къп (Словашка Супер Купа)
  -  Носител (8): 1993, 1994, 1996, 1999, 2009, 2011, 2013, 2014
  -  Финалист (3): 1995, 1997, 2010

### Европейски
- Купа Рапан:
  -  Носител (2): 1993, 1994

- Трофей на град Картагена:
  -  Носител (1):: 1996

- Участник в групите на Лига Европа – 2011

ЧЕХОСЛОВАКИЯ
- Чехословашка Лига (1945 – 1992)
  -  Носител (8): 1949, 1950, 1951, 1955, 1969/70, 1973/74, 1974/75, 1991/92
  -  Вицешампион (2): 1939, 1942/43
  -  Трето място (3): 1947/48, 1960/61, 1992/93

- Чехословашки Похар (Чехословашка Купа)
  -  Носител (5): 1961/62, 1962/63, 1967/68, 1973/74, 1981/82
  -  Финалист (6): 1964/65, 1969/70, 1971/72, 1975/76, 1982/83, 1988/89

- Zväzové Majstrovstvá Slovenska (1925 – 1933)
  -  Носител (5): 1925, 1926, 1927, 1930, 1932

- 1.SNL (1-ва Словашка национална футболна лига) (1969 – 1993)
  -  Шампион (1): 1987 – 88

- Купа на носителите на купи (КНК):
  - Носител (1): 1968/69

- Купа Рапан:
  -  Носител (10): 1968, 1970, 1972, 1973, 1974, 1977, 1990, 1992

- Купа Митропа:
  -  Финалист (1):: 1964

- Трофей на град Барселона:
  -  Носител (1):: 1974

## Български футболисти
- Божин Ласков: 1947/52 - (98 мача - 48 гола) - (в „ШК Братислава“) – Първа лига
- Васил Божиков: 2017/22 - (110 мача - 3 гола)